# Браунінгтон (Міссурі)
Браунінгтон (англ. Brownington) — місто (англ. city) в США, в окрузі Генрі штату Міссурі. Населення — 71 особа (2020).

## Географія
Браунінгтон розташований за координатами 38°14′41″ пн. ш. 93°43′22″ зх. д. / 38.24472° пн. ш. 93.72278° зх. д. (38.244861, -93.722701).  За даними Бюро перепису населення США в 2010 році місто мало площу 0,31 км², з яких 0,31 км² — суходіл та 0,00 км² — водойми.

## Демографія
Згідно з переписом 2010 року, у місті мешкало 107 осіб у 45 домогосподарствах у складі 32 родин. Густота населення становила 340 осіб/км².  Було 50 помешкань (159/км²).
Расовий склад населення:
| - 95,3 % — білих - 2,8 % — корінних американців |

До двох чи більше рас належало 1,9 %. Частка іспаномовних становила 0,0 % від усіх жителів.
За віковим діапазоном населення розподілялося таким чином: 22,4 % — особи молодші 18 років, 59,8 % — особи у віці 18—64 років, 17,8 % — особи у віці 65 років та старші. Медіана віку мешканця становила 46,8 року. На 100 осіб жіночої статі у місті припадало 98,1 чоловіків;  на 100 жінок у віці від 18 років та старших — 97,6 чоловіків також старших 18 років.
Середній дохід на одне домашнє господарство  становив 31 939 доларів США (медіана — 26 250), а середній дохід на одну сім'ю — 28 123 долари (медіана — 28 333). За межею бідності перебувало 25,0 % осіб, у тому числі 25,0 % дітей у віці до 18 років та 30,8 % осіб у віці 65 років та старших.
Цивільне працевлаштоване населення становило 25 осіб. Основні галузі зайнятості: роздрібна торгівля — 28,0 %, науковці, спеціалісти, менеджери — 24,0 %, виробництво — 16,0 %, мистецтво, розваги та відпочинок — 12,0 %.